# Saint-Jean-de-Liversay
Saint-Jean-de-Liversay település Franciaországban, Charente-Maritime megyében. Lakosainak száma 3050 fő (2022. január 1.). Saint-Jean-de-Liversay Ferrières, Marans, Nuaillé-d’Aunis, Saint-Cyr-du-Doret, Saint-Sauveur-d’Aunis, Taugon, L’Île-d’Elle és Vix községekkel határos.

## Népesség
A település népessége az elmúlt években az alábbi módon változott:
| Lakosok száma | 1300 | 1508 | 1627 | 2163 | 2642 | 2772 | 2891 | 2975 | 2997 | 3050 |
|               | 1968 | 1982 | 1990 | 2006 | 2013 | 2015 | 2017 | 2019 | 2020 | 2022 |